# Trichoglossus rubiginosus
Trichoglossus rubiginosus é uma espécie de ave da família Psittacidae.
É endémica da Micronésia.
Os seus habitats naturais são: florestas subtropicais ou tropicais húmidas de baixa altitude.